# مایک بری (بازیکن فوتبال)
مایک بری (انگلیسی: Mike Barry؛ زادهٔ ۲۲ مهٔ ۱۹۵۳) بازیکن فوتبال اهل بریتانیا است.
از باشگاه‌هایی که در آن بازی کرده‌است می‌توان به باشگاه فوتبال بریستول راورز، باشگاه فوتبال کارلایل یونایتد، و باشگاه فوتبال هادرزفیلد تاون اشاره کرد.
وی همچنین در تیم ملی فوتبال ولز بازی کرده‌است.